# Stánek s polibky 2
Stánek s polibky 2 (v anglickém originále The Kissing Booth 2) je americký romantický komediální film z roku 2020. Režie se ujal Vince Marcella a scénáře Marcello a Jay Arnold. Film je sequelem filmu Stánek s polibky z roku 2018. Hlavní role hrají Joey King, Jacob Elordi a Joel Courtney. 
Film měl premiéru dne 14. července 2020 na Netflixu. Třetí díl byl uveden v roce 2021.

## Obsazení
| Joey King                 | Rochelle Elle Evans |
| Joel Courtney             | Lee Flynn           |
| Jacob Elordi              | Noah Flynn          |
| Maisie Richardson-Sellers | Chloe               |
| Taylor Zakhar Perez       | Marco               |
| Molly Ringwald            | paní Flynnová       |
| Morné Visser              | pan Flynn           |
| Bianca Bosh               | Olivia              |
| Carson White              | Brad Evans          |
| Tyler Chaney              | Stunts              |

## Produkce
V únoru 2019 bylo potvrzeno, že Joey King, Joel Courtney a Jacob Elordi si zopakují své role v sequelu filmu Stánek s polibky.

## Vydání
Film měl premiéru dne 24. července 2020 na Netflixu. S premiérou bylo oznámeno, že třetí díl se natáčel souběžně s druhým dílem, a ten bude mít premiéru v roce 2021.